# チャールズ・ブラウン
チャールズ・ブラウン（Charles Brown, 1922年9月13日 - 1999年1月21日）は、アメリカ合衆国のブルース・ピアニスト、シンガー。甘く滑らかで洗練されたバラードが特徴的で、そのスタイルはフロイド・ディクソン、セシル・ギャント、アイヴォリー・ジョー・ハンター、パーシー・メイフィールド、ジョニー・エイス、レイ・チャールズなど多くの後続ミュージシャンに影響を与えた。"Please Come Home for Christmas"（イーグルス、ボン・ジョヴィらがカバー)、"Merry Christmas Baby"などのクリスマス・ソングが特によく知られている。

## 来歴
テキサス州テキサスシティに生まれる。クラシック・ピアノを学び、大学へ進学し化学を専攻。卒業後は一時期は教師を務めていたが、ミュージシャンをこころざし、1943年にロサンゼルスに移住する。1945年、当時人気を博していたナット・キング・コールに対抗する形で結成されたジョニー・ムーアのスリー・ブレイザーズにシンガー、ピアニストとして加入。翌年"Driftin' Blues"がR&Bチャート2位のヒットとなる。48年には、チャールズの"Merry Christmas Baby"が同8位を記録するなど、多くのヒットを生んだ。
しかしチャールズは、自分がフロントマンであるにもかかわらずバンドの実権をジョニー・ムーアが握っていることに嫌気が差し、1949年にバンドを脱退。ソロ・アーティストとしてアラディン・レコードと契約した。アラディンからのファースト・シングルの曲のタイトルは皮肉にもムーアへの当てつけのような"Get Yourself Another Fool"（訳: 誰か別の愚か者を見つけろ）であった。
アラディンでは1956年までレコーディングを続け、R&Bチャートのトップ10に10曲をランクインさせる成功を収めた。この時代の一番知られている曲は恐らく"Black Night" (1951年; R&Bチャート1位)であろう。
1956年、アトランティックのためにニューオーリンズで行ったレコーディングは彼の個性とバンドがマッチせず、不本意な結果に終わる。続いてチャールズは1959年、ミシシッピ州ジャクソンのレーベル、エイスと契約するものの、約1年間の在籍期間中、リリースされたのはシングル2枚のみ。アラディンの成功を再現することはできずレーベルを去った。1960年にキング・レーベルから"Please Come Home for Christmas"がヒットとなるが、その後はヒットに恵まれることはなかった。メインストリーム、オフビート、モダン/ケントなどのレーベルから散発的に作品をリリースし続けたものの、チャールズの存在感は薄れていった。
事実上引退同然だった80年代半ば、チャールズに転機が訪れた。1986年、カムバック作となるアルバムOne More for the Roadをブルーサイド・レーベルからリリース（のちにアリゲーターより再発）。これが好評を博し、クラブ出演などライヴ活動も復活させていった。そしてボニー・レイットがチャールズを彼女のツアーの前座に起用、彼の音楽は再び幅広い聴衆の耳に届くこととなった。
1990年、ドクター・ジョン、ルース・ブラウンらがゲスト参加したアルバムAll My Lifeをブルズアイ・ブルースよりリリース。このアルバムのギタリスト、ダニー・キャロンは以後チャールズのバンドでツアー、レコーディングともに活躍し、カムバック後のチャールズのサウンドを支える大黒柱となった。
1992年には、レーベルからのセカンドとなるSomeone To Loveをリリース。同作にはボニー・レイットが2曲に参加している。一方、ボニーの1995年のライブ・アルバムRoad Testedには、チャールズが参加している。
続く1994年のJust A Lucky So and Soはニューオーリンズのウルトラソニック・スタジオにレコーディングの場を移した。バンドは通常通りダニー・キャロンらレギュラーのメンツだが、地元のホーン・セクションとストリングスを使い、その指揮とアレンジを務めたのはニューオーリンズの伝説的な指揮者のワーデル・カゼアであった。
ブルズアイ・ブルースからはアルバムを計4枚、1994年にヴァーヴに移籍し更に3枚のリリースを重ねた。いずれもチャールズのサウンドの神髄とも言える円熟したメローなサウンドを展開しており、充実した晩年だったと言えるだろう。
カムバック以降、米国の著名なブルースの賞であるW.C.ハンディー・アワード（現ブルース・ミュージック・アワード）にも度々ノミネートされている。1991年には4部門にノミネートされ、ピアノ/キーボード部門の楽器演奏者賞を受賞した。また、1993年と1995年には男性ヴォカーリスト賞を受賞している。
またチャールズは、1997年、米国立芸術基金(NEA)の選定する人間国宝(National Heritage Fellowship)にも選ばれている。
1998年には、ヴァーヴからの3枚目のアルバムSo Goes Loveをリリース。同年、12月開催のパークタワー・ブルース・フェスティバルのヘッドライナーという形で、待望の初来日公演が組まれたが、チャールズの体調が悪化し、彼の出演はあえなく中止となってしまった。翌1999年1月21日、チャールズはカリフォルニア州オークランドで76歳の生涯を閉じた。
チャールズのラスト・レコーディングとなったのはマリア・マルダーの1999年のアルバムMeet Me Where They Play the Bluesで、チャールズは1曲"Gee Baby, Ain't I Good To You"でマリアとデュエットを披露している。元々このアルバムは全編マリアとチャールズの共演作になる予定だったが、チャールズの体調が悪化したために、マリアがチャールズの病室を訪れて、この1曲のみを吹き込んだのだった。
チャールズが亡くなったあと、1999年にブルズアイ・ブルースは、アルバムIn A Grand Styleをリリースした。これは、チャールズのレーベル在籍時の未発表レコーディングを収録したもので、レコーディング時期は明記されていないが、全編通してチャールズが一人で弾き語りでプレイしたものである。また同年、彼はアーリー・インフルエンス部門でロックの殿堂入りを果たした。

## ディスコグラフィー
- 1961年 Charles Brown Sings Christmas Songs (King)
- 1964年 Boss of the Blues (Mainstream)
- 1965年 Ballads My Way (Mainstream)
- 1969年 Legend! (Off-Beat)
- 1971年 Blues N' Brown (Modern/Kent)
- 1986年 One More for the Road (Blue Side; のちにAlligatorより再発)
- 1990年 All My Life (Bullseye Blues)
- 1992年 Someone To Love (Bullseye Blues)
- 1994年 Just A Luck So and So (Bullseye Blues)
- 1994年 Charles Brown's Cool Christmas Blues (Bullseye Blues)
- 1994年 These Blues (Verve/Gitanes)
- 1996年 Honey Dripper (Verve/Gitanes)
- 1998年 So Goes Love (Verve)
- 1999年 In A Grand Style (Bullseye Blues)
- Since I Fell for You (DCC)

### 編集盤
- 1995年 Snuff Dippin' Mama (w/Johnny Moore's 3 Blazers) (Nigh Train International)
- 1995年 Walkin' in Circles (w/Johnny Moore's 3 Blazers) (Nigh Train International)
- 1998年 1944-1945 (Classics)
- 1999年 Blue Over You - The Ace Recordings (Westside)
- 2004年 Alone at the Piano (Savoy Jazz)